# Boisville-la-Saint-Père
Boisville-la-Saint-Père est une commune française située dans le département d'Eure-et-Loir en région Centre-Val de Loire.

## Géographie

### Situation

Situation géographique
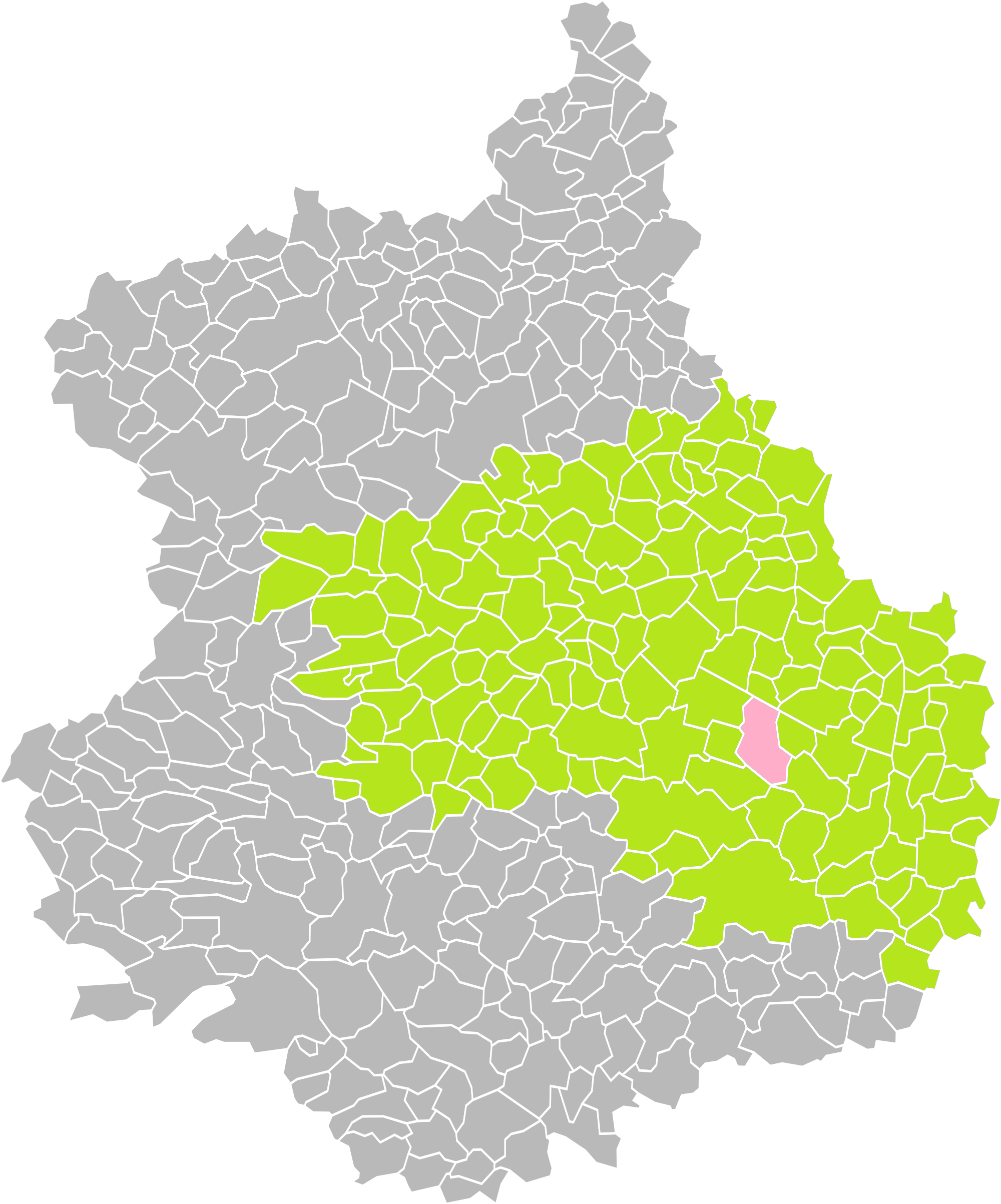
Boisville-la-Saint-Père dans son arrondissement.
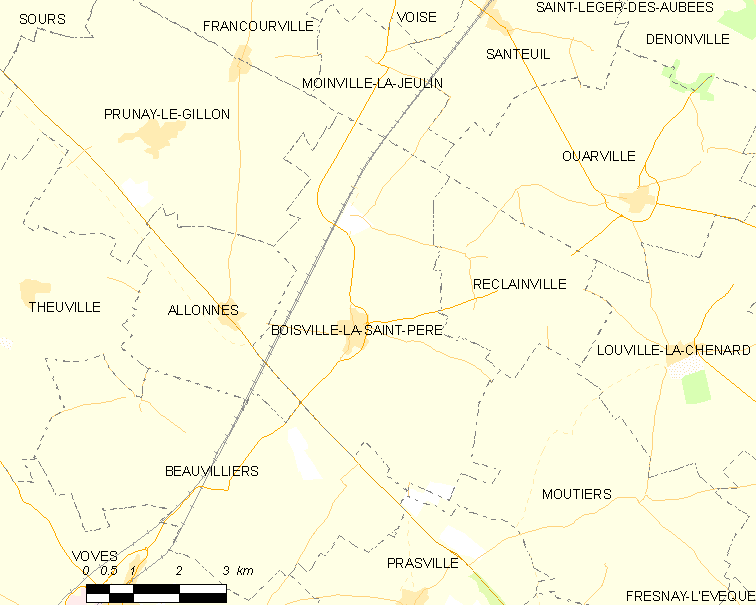
Carte de la commune de Boisville-la-Saint-Père.

### Communes limitrophes
| Prunay-le-Gillon | Moinville-la-Jeulin     | Ouarville    |
| Allonnes         | Boisville-la-Saint-Père | Réclainville |
| Beauvilliers     |                         | Moutiers     |

### Hameaux et écarts
La commune se compose du bourg, de trois hameaux, Chevannes, Demainville, Honville, de trois fermes isolées, Guillonville, Létourville et l'Orme, ainsi que du restaurant au lieu-dit "la chaudière" sur la RN154.

### Desserte ferroviaire

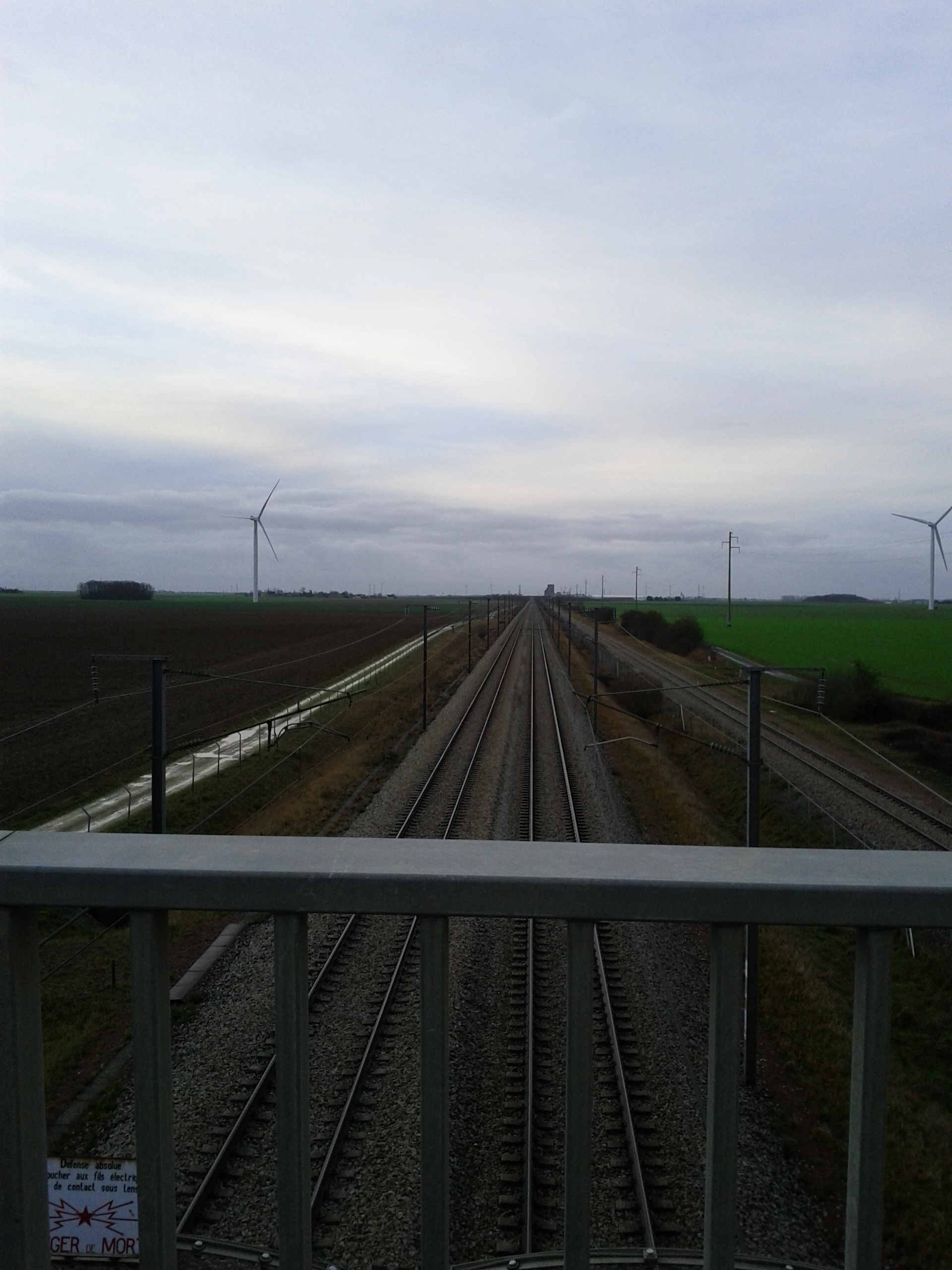
Lignes de chemin de fer et parc éolien.

- Boisville-la-Saint-Père partage avec Allonnes une gare de fret sur la ligne de Brétigny à La Membrolle-sur-Choisille (ligne de Paris-Austerlitz à Châteaudun) ;
- La gare voyageurs la plus proche est la gare de Voves, distante de 8 km ;
- La commune est traversée selon un axe nord-est sud-ouest par la LGV Atlantique.

### Climat
Pour des articles plus généraux, voir Climat du Centre-Val de Loire et Climat d'Eure-et-Loir.
En 2010, le climat de la commune est de type climat océanique dégradé des plaines du Centre et du Nord, selon une étude du CNRS s'appuyant sur une série de données couvrant la période 1971-2000. En 2020, Météo-France publie une typologie des climats de la France métropolitaine dans laquelle la commune est exposée à un climat océanique altéré et est dans la région climatique  Sud-ouest du bassin Parisien, caractérisée par une faible pluviométrie, notamment au printemps (120 à 150 mm) et un hiver froid (3,5 °C). 
Pour la période 1971-2000, la température annuelle moyenne est de 10,6 °C, avec une amplitude thermique annuelle de 15,2 °C. Le cumul annuel moyen de précipitations est de 630 mm, avec 10,7 jours de précipitations en janvier et 7,5 jours en juillet. Pour la période 1991-2020, la température moyenne annuelle observée sur la station météorologique de Météo-France la plus proche, « Louville », sur la commune de Louville-la-Chenard à 7 km à vol d'oiseau, est de 11,5 °C et le cumul annuel moyen de précipitations est de 625,8 mm,. Pour l'avenir, les paramètres climatiques de la commune estimés pour 2050 selon différents scénarios d'émission de gaz à effet de serre sont consultables sur un site dédié publié par Météo-France en novembre 2022.

## Urbanisme

### Typologie
Au 1er janvier 2024, Boisville-la-Saint-Père est catégorisée commune rurale à habitat dispersé, selon la nouvelle grille communale de densité à 7 niveaux définie par l'Insee en 2022.
Elle est située hors unité urbaine. Par ailleurs la commune fait partie de l'aire d'attraction de Chartres, dont elle est une commune de la couronne,. Cette aire, qui regroupe 117 communes, est catégorisée dans les aires de 50 000 à moins de 200 000 habitants,.

### Occupation des sols
L'occupation des sols de la commune, telle qu'elle ressort de la base de données européenne d’occupation biophysique des sols Corine Land Cover (CLC), est marquée par l'importance des territoires agricoles (98,1 % en 2018), une proportion sensiblement équivalente à celle de 1990 (97,8 %). La répartition détaillée en 2018 est la suivante : 
terres arables (97 %), zones urbanisées (1,8 %), zones agricoles hétérogènes (1,1 %). L'évolution de l’occupation des sols de la commune et de ses infrastructures peut être observée sur les différentes représentations cartographiques du territoire : la carte de Cassini (XVIIIe siècle), la carte d'état-major (1820-1866) et les cartes ou photos aériennes de l'IGN pour la période actuelle (1950 à aujourd'hui).

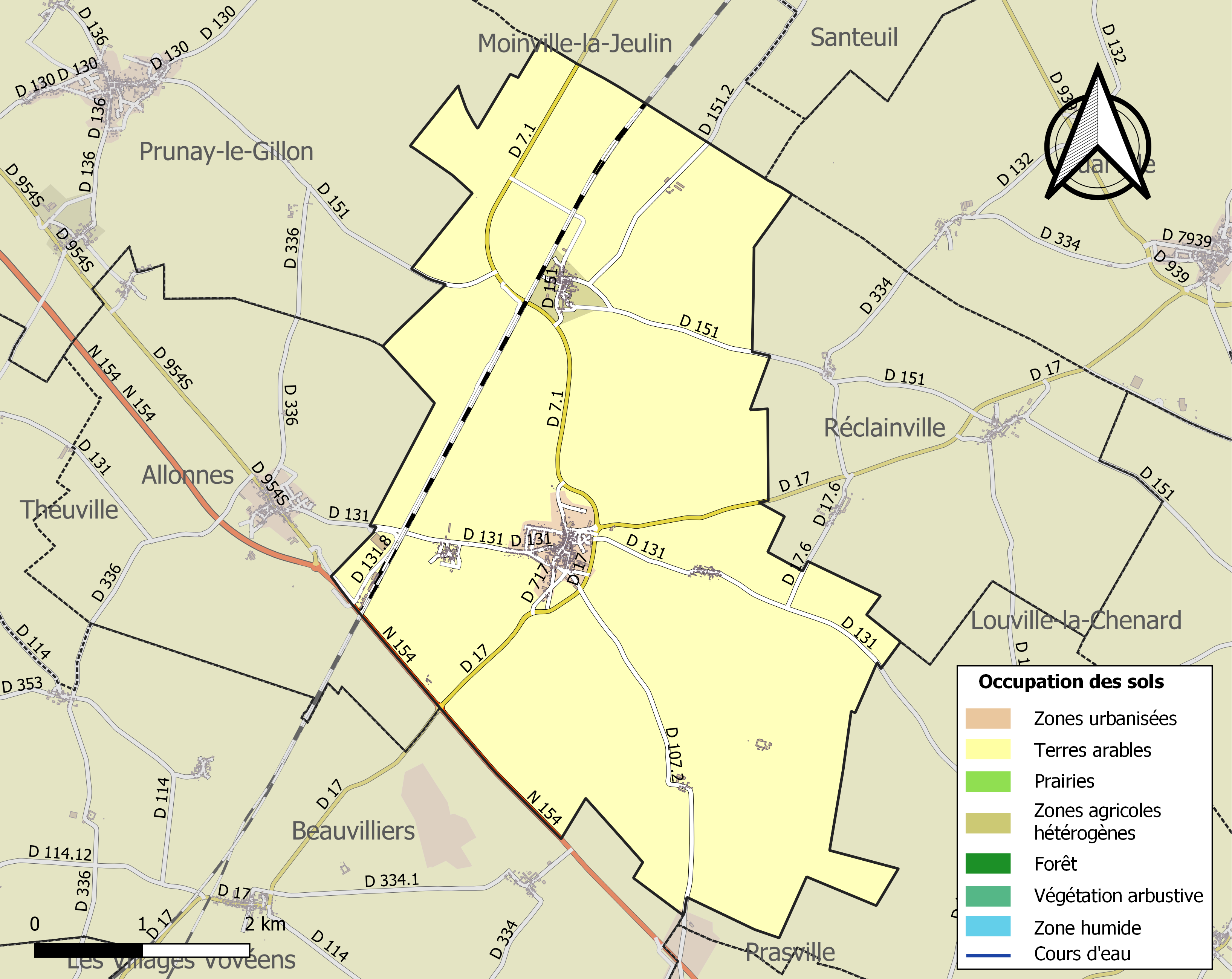
Carte des infrastructures et de l'occupation des sols de la commune en 2018 (CLC).

### Risques majeurs
Le territoire de la commune de Boisville-la-Saint-Père est vulnérable à différents aléas naturels : météorologiques (tempête, orage, neige, grand froid, canicule ou sécheresse), inondations, mouvements de terrains et séisme (sismicité très faible). Il est également exposé à un risque technologique, le transport de matières dangereuses. Un site publié par le BRGM permet d'évaluer simplement et rapidement les risques d'un bien localisé soit par son adresse soit par le numéro de sa parcelle.

#### Risques naturels
Certaines parties du territoire communal sont susceptibles d’être affectées par le risque d’inondation par débordement de cours d'eau, notamment le ruisseau de Lamblore, l'Avre, le Buternay et le ruisseau de Pipe-Souris. La commune a été reconnue en état de catastrophe naturelle au titre des dommages causés par les inondations et coulées de boue survenues en 1999,.

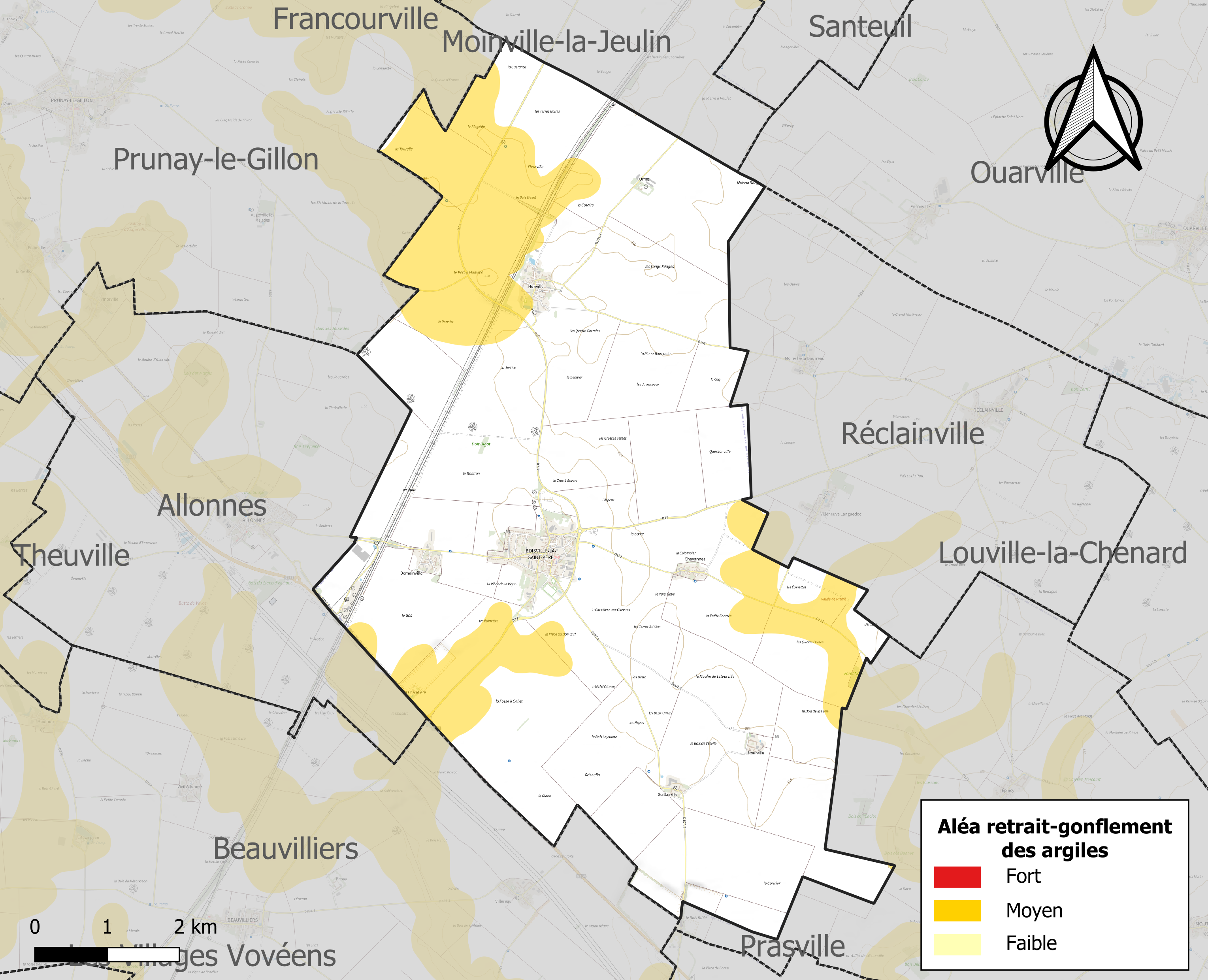
Carte des zones d'aléa retrait-gonflement des sols argileux de Boisville-la-Saint-Père.

Les mouvements de terrains susceptibles de se produire sur la commune sont des affaissements et effondrements liés aux cavités souterraines. L'inventaire national des cavités souterraines permet de localiser celles situées sur la commune.
Le retrait-gonflement des sols argileux est susceptible d'engendrer des dommages importants aux bâtiments en cas d’alternance de périodes de sécheresse et de pluie. 18,3 % de la superficie communale est en aléa moyen ou fort (52,8 % au niveau départemental et 48,5 % au niveau national). Sur les 358 bâtiments dénombrés sur la commune en 2019, 2 sont en aléa moyen ou fort, soit 1 %, à comparer aux 70 % au niveau départemental et 54 % au niveau national. Une cartographie de l'exposition du territoire national au retrait gonflement des sols argileux est disponible sur le site du BRGM,.
Concernant les mouvements de terrains, la commune a été reconnue en état de catastrophe naturelle au titre des dommages causés par des mouvements de terrain en 1999.

#### Risques technologiques
Le risque de transport de matières dangereuses sur la commune est lié à sa traversée par des infrastructures routières ou ferroviaires importantes ou la présence d'une canalisation de transport d'hydrocarbures. Un accident se produisant sur de telles infrastructures est en effet susceptible d’avoir des effets graves au bâti ou aux personnes jusqu’à 350 m, selon la nature du matériau transporté. Des dispositions d’urbanisme peuvent être préconisées en conséquence.

## Toponymie
Le nom de la localité est attesté sous les formes Bodasivilla vers 954, Boesvilla vers 1090, Boasi Villa vers 1100, Boeinvilla vers 1250, Boivilla en 1252, Besvilla en 1270, Boevilla Sancti Petri en 1272, Boyville la Saint Père en 1366, Boivilla in Belsia en 1626, Saint Laurent de Boisville la Saint Père en 1736 pour le prieuré Saint-Laurent de l'abbaye Saint-Père-en-Vallée.

## Politique et administration

### Tendances
Le vote pour l’extrême droite y est fort, depuis plusieurs décennies.  
À la présidentielle de 2002, Jean-Marie Le Pen y obtient 21,50% des suffrages au premier tour, se classant à la première position, et 24,94% au second, un score supérieur à la moyenne nationale. Jacques Chirac y fait un score particulièrement bas au premier tour (11,40% des suffrages dans la commune, contre 19,88 % au niveau national), et se classe derrière Lionel Jospin (14,25%). 
À la présidentielle de 2007, la commune place Nicolas Sarkozy largement en tête, lui octroyant 28,86% des suffrages au premier tour et 58,96% des suffrages au second. Là encore, Jean-Marie Le Pen y obtient un score supérieur à la moyenne nationale (14,93% dans la commune contre 10,44 % sur tout le territoire français).
Au premier tour de l'élection présidentielle de 2012, la commune classe Marine Le Pen et Nicolas Sarkozy en tête, et à égalité (26,65% des suffrages chacun). Le candidat de l'UMP y reçoit un score légèrement inférieur à sa moyenne nationale alors que le score de la candidate du Front national est supérieur de 8 points à sa moyenne nationale.  
À la présidentielle de 2017, Marine Le Pen se hausse à la première place du 1er tour et y obtient 54,45 % au second. Elle y améliore sensiblement son score 5 ans plus tard, avec 64,80 % des suffrages au second tour de l'élection présidentielle de 2022. 
Lors des élections européennes de 2024, la liste du Rassemblement national obtient plus de la moitié des suffrages, avec 55,59 %, loin devant les autres listes. Quelques semaines après, le candidat des Républicains allié au Rassemblement national y obtient 59,44 % des voix, face au candidat Modem (élu), lors des législatives. 

### Liste des maires
| Période                                  | Période       | Identité            | Étiquette | Qualité              |
| ---------------------------------------- | ------------- | ------------------- | --------- | -------------------- |
|                                          | Mars 2008     | Philippe Goussu     |           |                      |
| Mars 2008                                | Mars 2014     | Philippe Réau       |           |                      |
| Mai 2014                                 | Juillet 2020  | Bertrand Chifflet   | SE        | Agriculteur          |
| Juillet 2020                             | décembre 2020 | Philippe Maisons    |           |                      |
| 12 janvier 2021                          | En cours      | Magalie Cathelineau | SE        | Secrétaire de mairie |
| Les données manquantes sont à compléter. |               |                     |           |                      |

## Population et société

### Démographie
L'évolution du nombre d'habitants est connue à travers les recensements de la population effectués dans la commune depuis 1793. Pour les communes de moins de 10 000 habitants, une enquête de recensement portant sur toute la population est réalisée tous les cinq ans, les populations de référence des années intermédiaires étant quant à elles estimées par interpolation ou extrapolation. Pour la commune, le premier recensement exhaustif entrant dans le cadre du nouveau dispositif a été réalisé en 2004.

En 2022, la commune comptait 721 habitants, en évolution de +2,12 % par rapport à 2016 (Eure-et-Loir : −0,23 %, France hors Mayotte : +2,11 %).
| 1793 | 1800 | 1806 | 1821 | 1831 | 1836 | 1841 | 1846  | 1851  |
| ---- | ---- | ---- | ---- | ---- | ---- | ---- | ----- | ----- |
| 754  | 813  | 828  | 859  | 941  | 949  | 969  | 1 007 | 1 023 |

| 1856  | 1861  | 1866  | 1872  | 1876  | 1881  | 1886  | 1891  | 1896 |
| ----- | ----- | ----- | ----- | ----- | ----- | ----- | ----- | ---- |
| 1 072 | 1 086 | 1 107 | 1 092 | 1 107 | 1 022 | 1 020 | 1 000 | 945  |

| 1901 | 1906 | 1911 | 1921 | 1926 | 1931 | 1936 | 1946 | 1954 |
| ---- | ---- | ---- | ---- | ---- | ---- | ---- | ---- | ---- |
| 918  | 881  | 816  | 754  | 742  | 718  | 643  | 736  | 654  |

| 1962 | 1968 | 1975 | 1982 | 1990 | 1999 | 2004 | 2006 | 2009 |
| ---- | ---- | ---- | ---- | ---- | ---- | ---- | ---- | ---- |
| 592  | 558  | 552  | 638  | 652  | 702  | 721  | 721  | 710  |

| 2014 | 2019 | 2022 | - | - | - | - | - | - |
| ---- | ---- | ---- | - | - | - | - | - | - |
| 703  | 724  | 721  | - | - | - | - | - | - |

## Économie

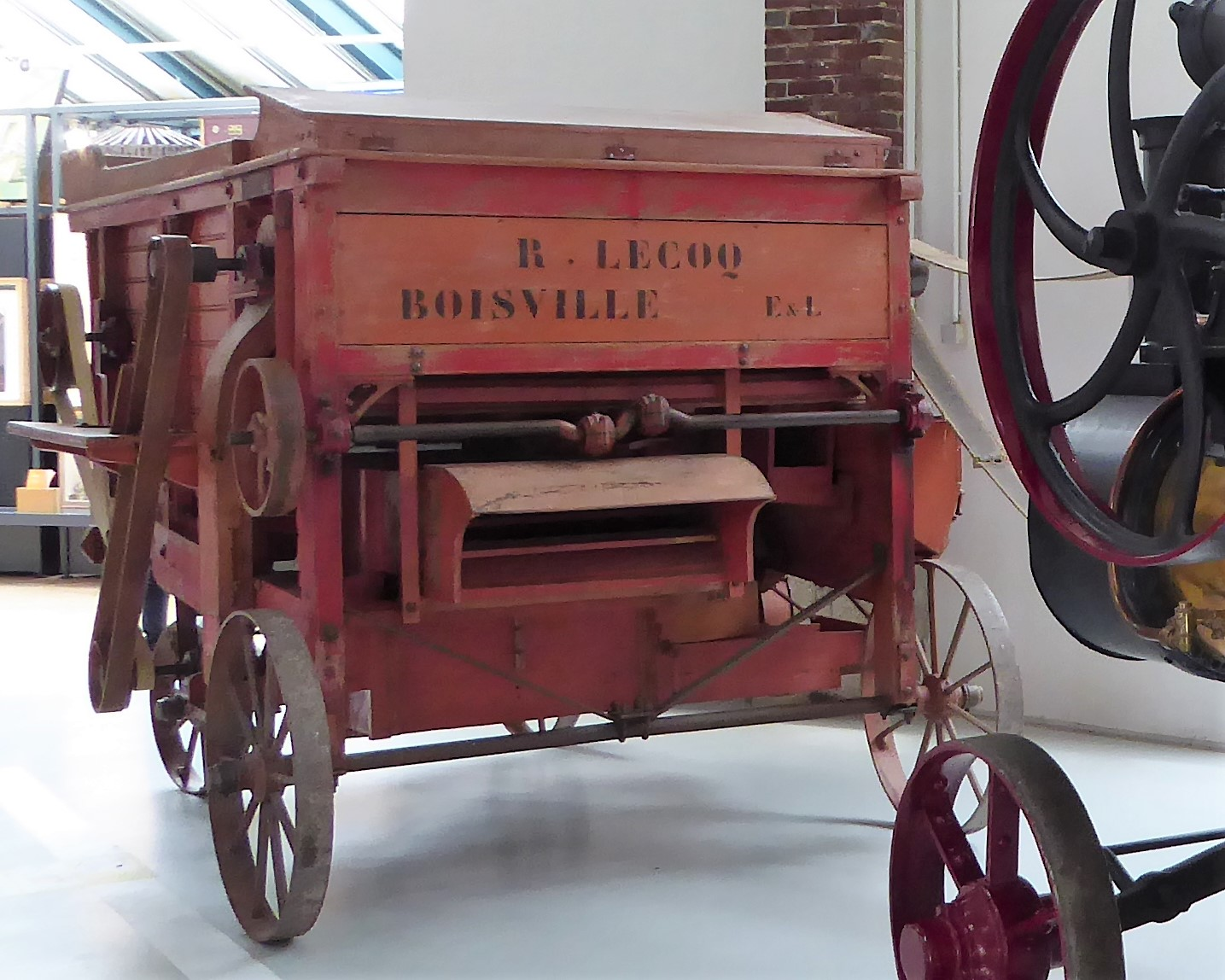
Batteuse R. Lecoq, ca 1930, Le Compa, le musée de l'agriculture, Mainvilliers.

### Groupe Lecoq
Implantée à Boisville depuis 1858, la société de construction de machines agricoles emploie 170 personnes sur les 8 bases du groupe dans quatre départements : Fresnay-le-Comte, Thimert, La Hurie et Lutz-en-Dunois (Eure-et-Loir), Prey (Eure), Averdon (Loir-et-Cher) et Mortagne-au-Perche (Orne).

### Parc éolien du bois Bigot
Installé en 2006 par la société CSO Energy, il réunit quatre turbines Nordex d'une puissance de 2,5 MW chacune, développant une puissance totale de 10 MW.

### Chips Belsia
La commune accueille à Létourville le producteur de chips artisanales Belsia, fournisseur du Stade de France et du Paris La Défense Arena à partir des Jeux olympiques d'été de 2024,.

## Culture locale et patrimoine

### Lieux et monuments
- Église Saint-Laurent ;
- Statue de Notre-Dame-de-la-Libération ;
- Stèle en hommage au 8e régiment de tirailleurs tunisiens d'Honville.
- Le Chemin de Saint-Mathurin, ancienne voie romaine formant la limite nord de la commune.

Lieux et monuments
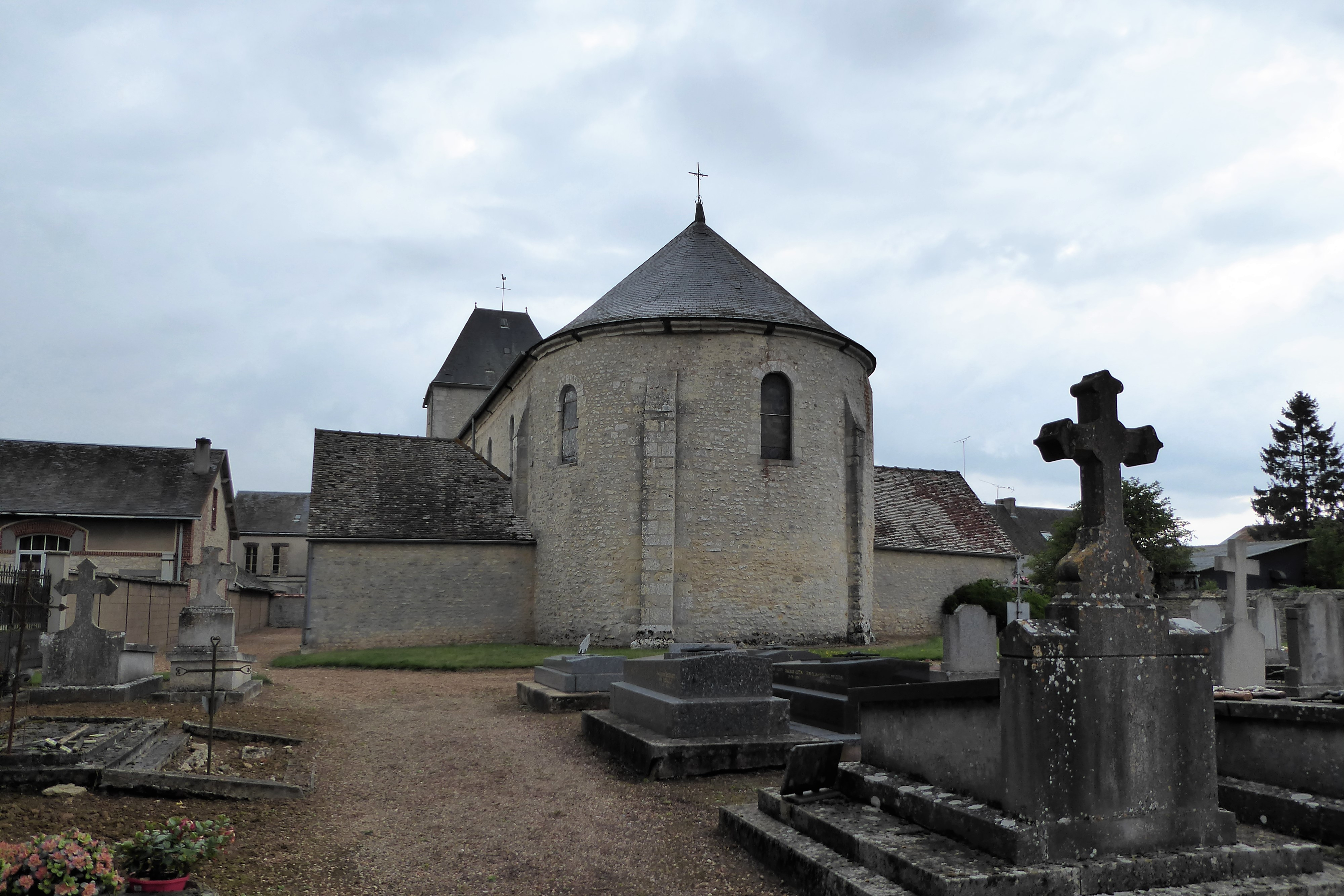
Abside et cimetière de l'église Saint-Laurent.
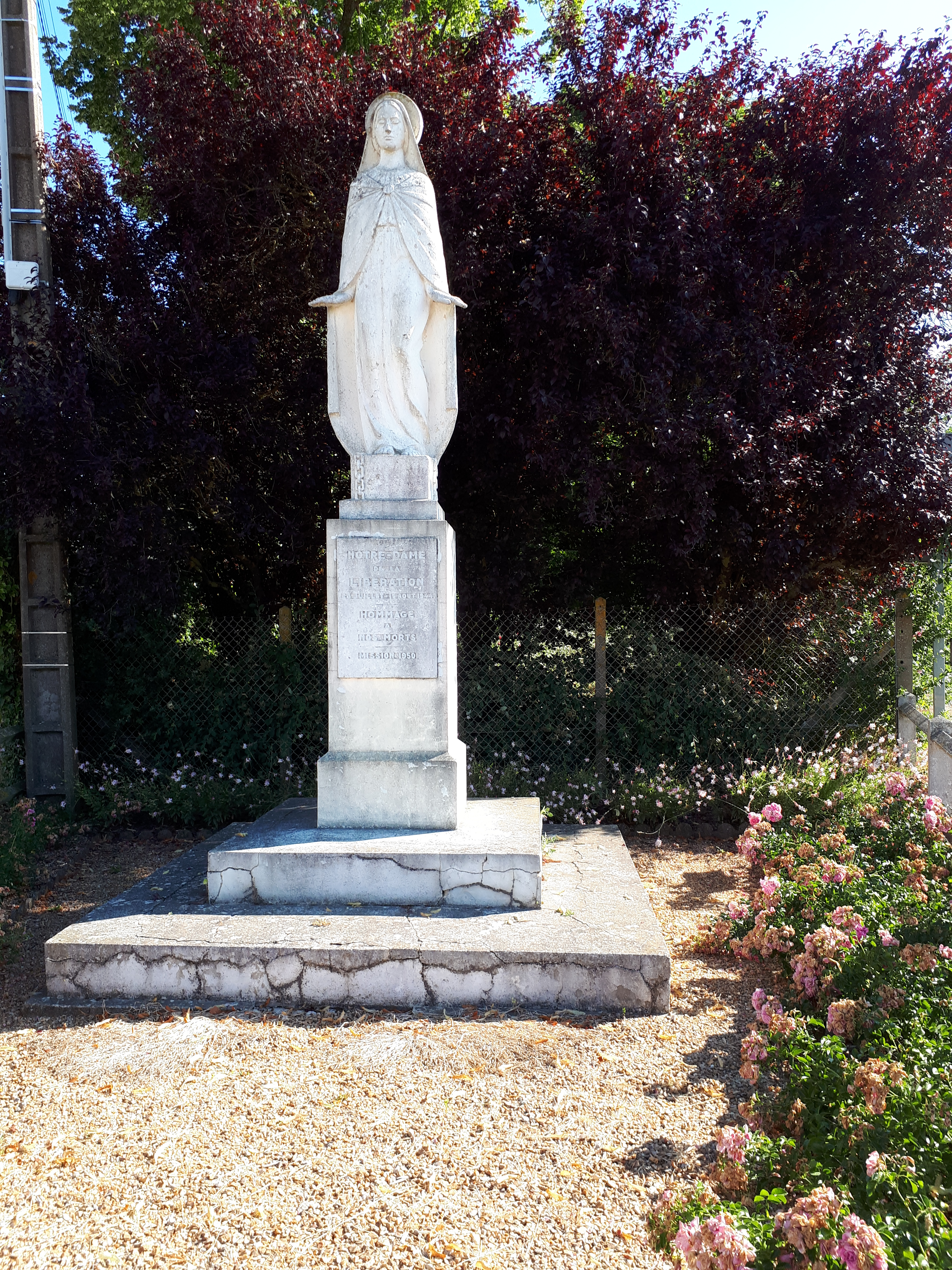
Notre-Dame-de-la-Libération.
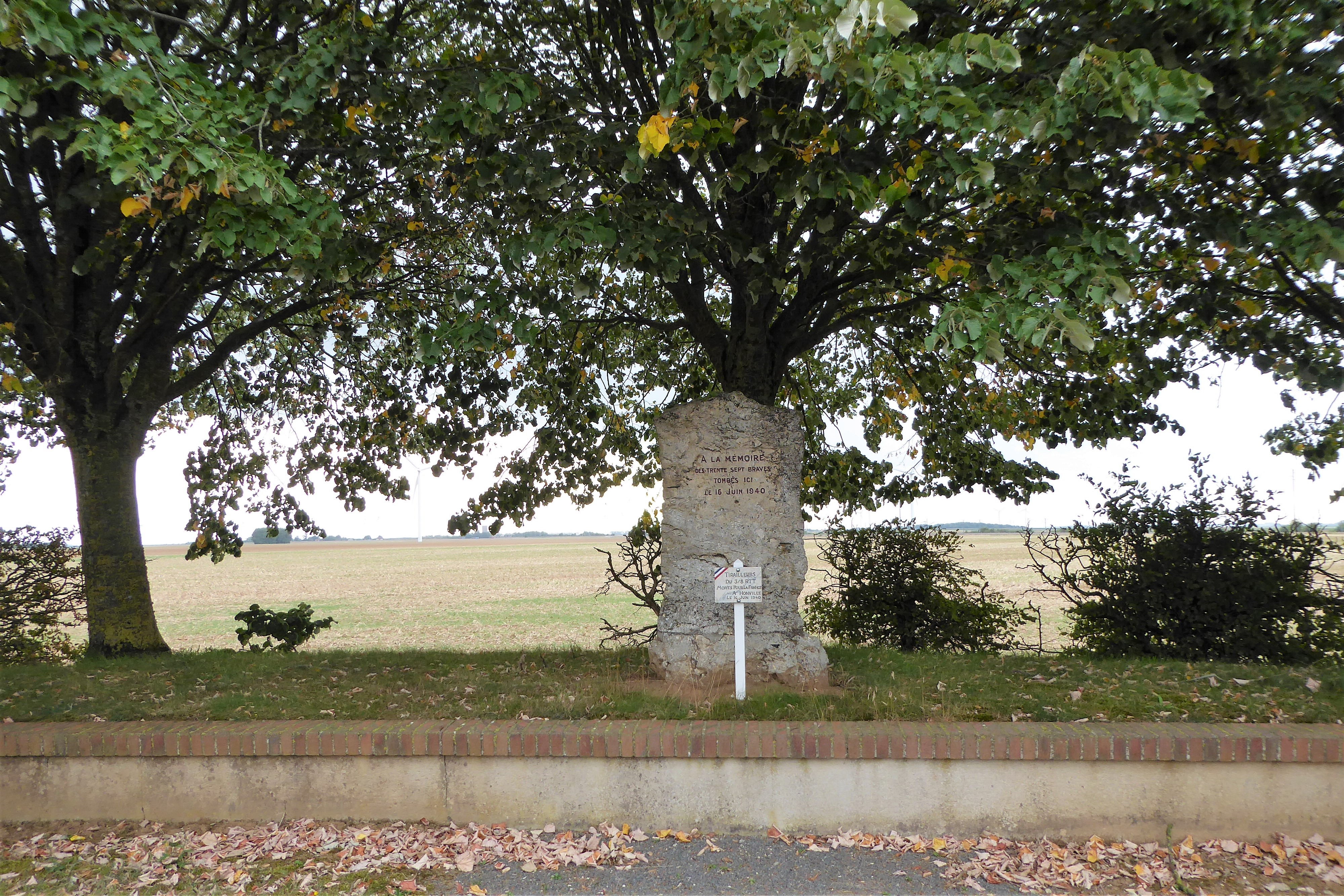
Stèle rue du 8e régiment de tirailleurs tunisiens, Honville.

### Personnalités liées à la commune
- Ferdinand Jumeau (1824-1885), homme politique français, sénateur d'Eure-et-Loir, né à Boisville-la-Saint-Père au hameau de Quémonville.
- Jean-Claude Colas né le 30 juin 1946 à Boisville-la-Saint-Père. Coiffeur et membre du Variétés Club de France en septembre 1991, il en est le vice-président depuis 2012[36].